# 大腿管
大腿管（だいたいかん、Femoral canal）は、鼠径靱帯を前縁として大腿に存在する管状の構造物で疎性結合組織で満たされ、大腿ヘルニアの発生部位である。

## 概要
前縁を鼠径靱帯、外側縁を大腿静脈、内側縁を裂孔靭帯で囲まれる卵形の穴を大腿輪といい、この大腿輪が大腿静脈に沿って下りながら伏在裂孔に至る管を大腿管という。
大伏在静脈は大腿静脈から大腿管に入り、伏在裂孔から浅層につながっている。
大腿管は疎性結合組織とリンパで満たされており、大腿輪の部分は腹膜1枚で腹腔と接しているため、大腿ヘルニアが発生する部分となる。